# Браунфилдс (Луизијана)
Браунфилдс (енгл. Brownfields) насељено је место без административног статуса у америчкој савезној држави Луизијана.

## Демографија
По попису из 2010. године број становника је 5.401, што је 179 (3,4%) становника више него 2000. године.
| Група             | 2000.         | 2010.         |
| Белци             | 2.429 (46,5%) | 1.326 (24,6%) |
| Афроамериканци    | 2.706 (51,8%) | 3.917 (72,5%) |
| Азијати           | 24 (0,5%)     | 35 (0,6%)     |
| Хиспаноамериканци | 30 (0,6%)     | 75 (1,4%)     |
| Укупно            | 5.222         | 5.401         |